# Hiran Minar

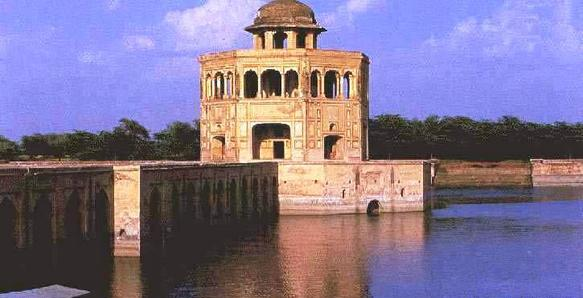
L'Hiran Minar, eretto durante il regno di Jahangir e Shah Jahan.

L'Hiran Minar è un monumento voluto dall'imperatore moghul Jahangir per commemorare uno dei suoi cervi domestici, Mansraj. È allestito presso a Sheikhupura - vicino a Lahore - in Pakistan.
La struttura in un'ampia vasca d'acqua pressoché quadrata al centro della quale è collocato un padiglione ottagonale, costruito in seguito per volere di Shah Jahan; un passaggio rialzato accessibile tramite portale conduce al di sopra dello specchio d'acqua sino all'ingresso del padiglione, collegando questo alla terraferma e ad un minareto alto all'incirca 30 metri.
Al centro di ogni lato della vasca, una rampa in mattoni conduce fino al pelo dell'acqua, permettendo l'abbeveraggio e i giochi agli animali di corte. L'edificio principale fu fatto erigere dall'imperatore Jahangir nel 1606: esso costituisce la tomba dell'animale. Ad ogni angolo della vasca (dal lato di circa 273 metri) si trova un piccolo edificio quadrato ed un sistema sotterraneo di confluenza delle acque; solo uno di questi ingegnosi sistemi acquatici è al giorno d'oggi chiaramente visibile.
Altra caratteristica speciale dell'Hiran Minar è la particolare collocazione nel paesaggio: la sommità del Minar è probabilmente il miglior posto di tutta la provincia del Punjab per capire quanto fosse importante la scelta e l'inserimento nel paesaggio dei giardini e delle architetture moghul.
Guardando verso nord dalla cima del Minar, è possibile ancora oggi scorgere una porzione della fitta foresta che circondava l'ambiente, mentre i campi irrigati visibili ad ovest - frutto di opere eseguite a cavallo tra il XIX e XX secolo - ricordano molto da vicino i vasti campi coltivati presenti già in epoca moghul.